# Monumento a Cézanne
Il Monumento a Cézanne (Monument à Cézanne), anche noto con il titolo Omaggio a Cézanne (Hommage à Cézanne), è un'opera dello scultore francese Aristide Maillol. La scultura originale è in pietra e si trova al museo d'Orsay di Parigi, mentre la seconda versione è in piombo e si trova nel giardino delle Tuileries, sempre a Parigi. Questa versione in piombo venne posta su iniziativa di Dina Vierny e André Malraux nel 1964, quando venne creato il museo a cielo aperto del giardino delle Tuileries.

## Storia
L'opera venne commissionata nel 1907 circa da un comitato di artisti (presieduto da Frantz Jourdain) per Aix-en-Provence, la città natale di Paul Cézanne, morto nel 1906. Dopo la realizzazione di alcuni studi preparatori, l'opera venne realizzata intorno al 1912 circa. Nel 1925, quando i committenti rifiutarono l'opera, quest'ultima venne acquistata in seguito dalla città di Parigi grazie a Frantz Jourdain. La scultura venne posta dapprima nei giardini delle Tuileries, ma poi fu sostituita dalla versione in piombo. Dopo essere appartenuta al museo nazionale d'arte moderna, nel 1986 l'opera finì al museo d'Orsay.

## Descrizione

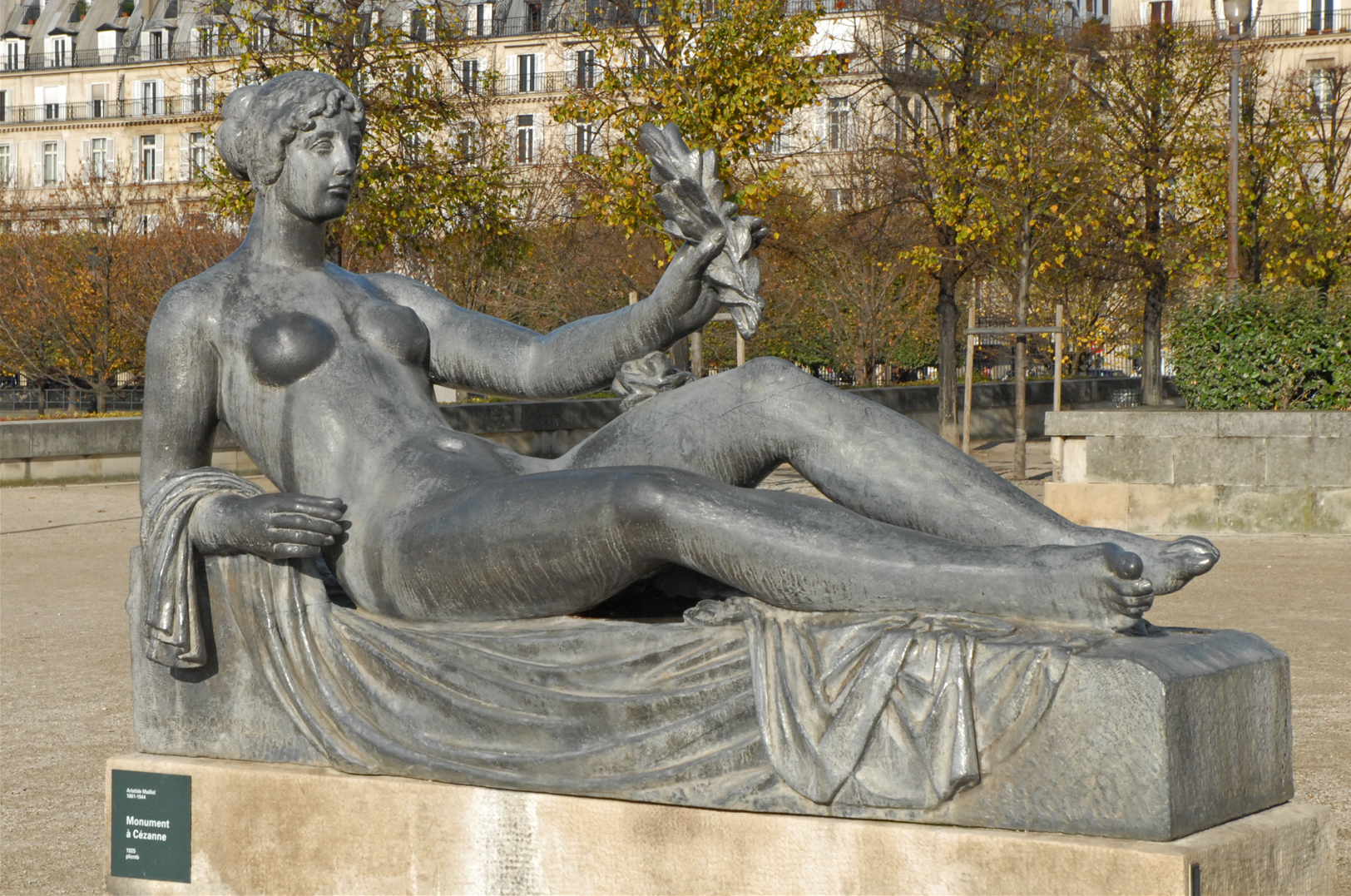
La versione delle Tuileries

L'opera ritrae una donna nuda semisdraiata su un velo, con il braccio sinistro poggiato sul suo ginocchio sinistro leggermente sollevato. Ella tiene nella mano un ramoscello d'alloro. I suoi capelli sono raccolti in una crocchia. Oltre alle due versioni parigine, ne esiste una che si trova nella Kunsthaus di Zurigo. La posa della figura verrà ripresa dall'artista poco più di due decenni dopo per la scultura L'aria, anch'essa avente come soggetto una donna sdraiata, seppur con le gambe in aria.